# Chitrella cala
Chitrella cala es una especie de arácnido del orden Pseudoscorpionida de la familia Syarinidae.

## Distribución geográfica
Se encuentra en Utah y en California  en (Estados Unidos).